# Michael Deffner

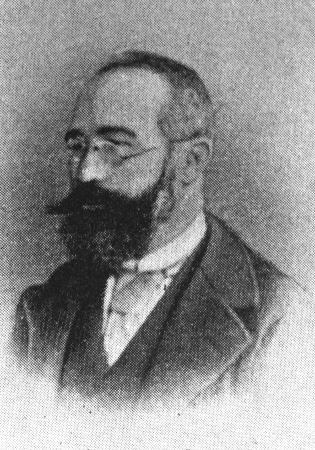
Michael Deffner

Joseph Michael Deffner (griechisch Μιχαήλ Δέφνερ, * 18. September 1848 in Donauwörth; † 15. Oktober 1934 in Athen) war ein deutscher Klassischer Philologe und Sprachwissenschaftler, der sich besonders der Erforschung des tsakonischen Dialekts widmete.

## Leben
Nach dem Studium der Klassischen Philologie und Sprachwissenschaft in München und Leipzig ging Deffner 1871 als Lateinlehrer nach Athen. Seit 1871 war Deffner verheiratet mit Magdalena Feichtinger aus Donauwörth.
Von 1872 bis 1878 war er Privatdozent für Vergleichende Sprachwissenschaft an der Universität Athen. Im Auftrag der Berliner Akademie der Wissenschaften bereiste er ab 1874 die Peloponnes zum Studium des maniotischen und des tsakonischen Dialekts. Von wenigen archäologischen Arbeiten abgesehen kehrte er zur Erforschung des Tsakonischen immer wieder auf die Peloponnes zurück. Im Sommer 1876 wurde er von der Berliner Akademie nach Trapezunt zum Studium des Pontischen geschickt. Von 1877 bis 1910 war er Direktor der griechischen Nationalbibliothek in Athen.
Archäologische Ausgrabungen führte er auf der Halbinsel Methana und auf Skyros durch. Unter anderem beschrieb er einen antiken "Götterthron" von der Hochebene Throni auf Methana. Seine Forschungsergebnisse veröffentlichte er vor allem in den Athenischen Mitteilungen. Die Fotodokumentation über Methana wird heute teilweise im Deutschen Archäologischen Institut Athen aufbewahrt.
Deffner war Herausgeber des Archivs für mittel- und neugriechische Philologie, der Zeitschrift Bezzenberger’s Beiträge und der deutsch-griechischen Zeitung Νέα Ελλάς.
Deffner war Ehrenbürger von Leonidi auf der Peloponnes. Seit seinem Studium war er Mitglied und später Alter Herr des Klassisch-Philologischen Vereins Leipzig im Naumburger Kartellverband.

## Veröffentlichungen
- Neograeca. Dissertation Universität Leipzig 1871 (Digitalisat).
- Zakonische Grammatik, 1. Hälfte. Weidmann, Berlin 1881 (Digitalisat).
- Η χλωρίς της Τσακωνιάς. Τυπογραφική Εταιρία Χρίστου & Σια, Αθήνα 1922 (Βασιλική Γεωργική Εταιρία, Γεωπονική Βιβλιοθήκη, aριθ. 2), Digitalisat. – („Die Flora Tsakoniens“)
- Λεξικόν τής Τσακωνικής διάλεκτου. Athen 1923. – („Lexikon des Tsakonischen Dialekts“)
- Lebenslauf, in: Mitteilungen des historischen Vereins für Donauwörth und Umgebung 1997, S. 90–91.
- Meine wissenschaftliche Laufbahn in Kürze (1881), in: Mitteilungen des historischen Vereins für Donauwörth und Umgebung 1997, S. 92–93.
- Meine amtliche wissenschaftliche Tätigkeit während der 56 Jahre meines Lebens in Griechenland (1871–1927), in: Mitteilungen des historischen Vereins für Donauwörth und Umgebung 1997, S. 94–111.
- Meine Verbannung nach Skyros und Kreta (1917–1919), in: Mitteilungen des historischen Vereins für Donauwörth und Umgebung 1997, S. 112–113.